# Douglas XB-43
Die Douglas XB-43 Jetmaster (Werksbezeichnung Model 469) war ein strahlgetriebener experimenteller Bomber der USAAF von 1946. Er basierte ursprünglich auf der Douglas XB-42, wobei deren Kolbenmotoren durch zwei Strahltriebwerke vom Typ General Electric J35-GE-3 (Werksbezeichnung TG-180) ersetzt wurden. Die Cockpitverglasungen hingegen wurden von der XB-42 übernommen.

## Geschichte
Das Projekt wurde bereits im Oktober 1943 durch Douglas und die USAAF erörtert und die USAAF änderte den XB-42 Vertrag am 31. März 1944 und bestellte zwei Prototypen. Aus Zeitgründen wurde der erste Prototyp (USAAF-Seriennr. 44-61508) aus einer statischen Versuchszelle der XB-42 umgebaut. Der Erstflug verzögerte sich jedoch durch die späte Fertigstellung der Triebwerke und einer Beschädigung der Maschine beim Standlauf der Triebwerke, bei der sich Verdichterschaufeln lösten und den Rumpf durchschlugen. Der achtminütige Erstflug mit Bob Brush und Russel Thraw an Bord war so erst am 17. Mai 1946 möglich. Die weitere Erprobung zeigte die mangelnde Zuverlässigkeit des Antriebes und Risse in der Plexiglasnase durch Temperaturschwankungen.
Der zweite Prototyp (44-61509) wurde in YB-43 Versatile II umbenannt und erhielt eine Sperrholznase. Er startete am 13. Mai 1947 zu seinem Erstflug und wurde für diverse Triebwerkstestserien verwendet. Dabei wurde eines der Strahltriebwerke entfernt und durch ein Testtriebwerk J47 ersetzt. So konnte das erste J35-GE-3-Triebwerk einen Ausfall des Testtriebwerks kompensieren. Bei YB-43 wurde zusätzlich die Glasflugzeugnase der XB-43 übernommen.
Die Erprobung lief bis Ende 1953. Die geplante Produktion von 13 Vorserienmaschinen wurde gestoppt und der North American B-45 der Vorzug gegeben. Im Juni 1954 erhielt das Smithsonian Museum die Maschine. Bis Ende 2010 lag das Flugzeug zusammen mit einer XB-42 zerlegt in der Paul Garber Facility in Suitland, Maryland. Danach wurde sie nach Dayton zum National Museum of the United States Air Force transportiert, um dort restauriert zu werden. Die erste Maschine endete als Ziel für Schießübungen.
Die XB-43 war der erste vollständige strahlgetriebene Bomber der USA. Die Triebwerke erzeugten einen Schub von je 1700 kp, wobei die Schubrohre am Heck zusammengeführt wurden. Dadurch trat bei Ausfall eines der Triebwerke nur ein geringer asymmetrischer Schub auf. Am Heck wurde das untere Seitenleitwerk entfernt, dafür das obere Seitenleitwerk vergrößert. Kurz vor den Tragflächen war auf jeder Seite ein Lufteinlass für die Triebwerke. Die Maschine konnte eine Bombenlast von bis zu 2722 kg tragen und besaß zwei ferngesteuerte 12,7-mm-Maschinengewehre auf dem hinteren Rumpf. Die XB-43 flog allerdings niemals mit Bewaffnung.

## Technische Daten
| Kenngröße             | Daten                                                        |
| --------------------- | ------------------------------------------------------------ |
| Besatzung             | 2 (Pilot, Copilot)                                           |
| Länge                 | 15,60 m                                                      |
| Spannweite            | 21,69 m                                                      |
| Höhe                  | 7,39 m                                                       |
| Flügelfläche          | 52,30 m²                                                     |
| Flügelstreckung       | 9,0                                                          |
| Leermasse             | 9.877 kg                                                     |
| max. Startmasse       | 17.932 kg                                                    |
| Marschgeschwindigkeit | 502 km/h                                                     |
| Höchstgeschwindigkeit | 829 km/h                                                     |
| Dienstgipfelhöhe      | 11.735 m                                                     |
| Reichweite            | 1.770 km                                                     |
| Triebwerke            | 2 × General Electric J35-GE-3 (TG-180) mit je 16,67 kN Schub |
| Bewaffnung            | 2 × ferngesteuerte 12,7-mm-MG, 2.722 kg Bomben               |

## Galerie

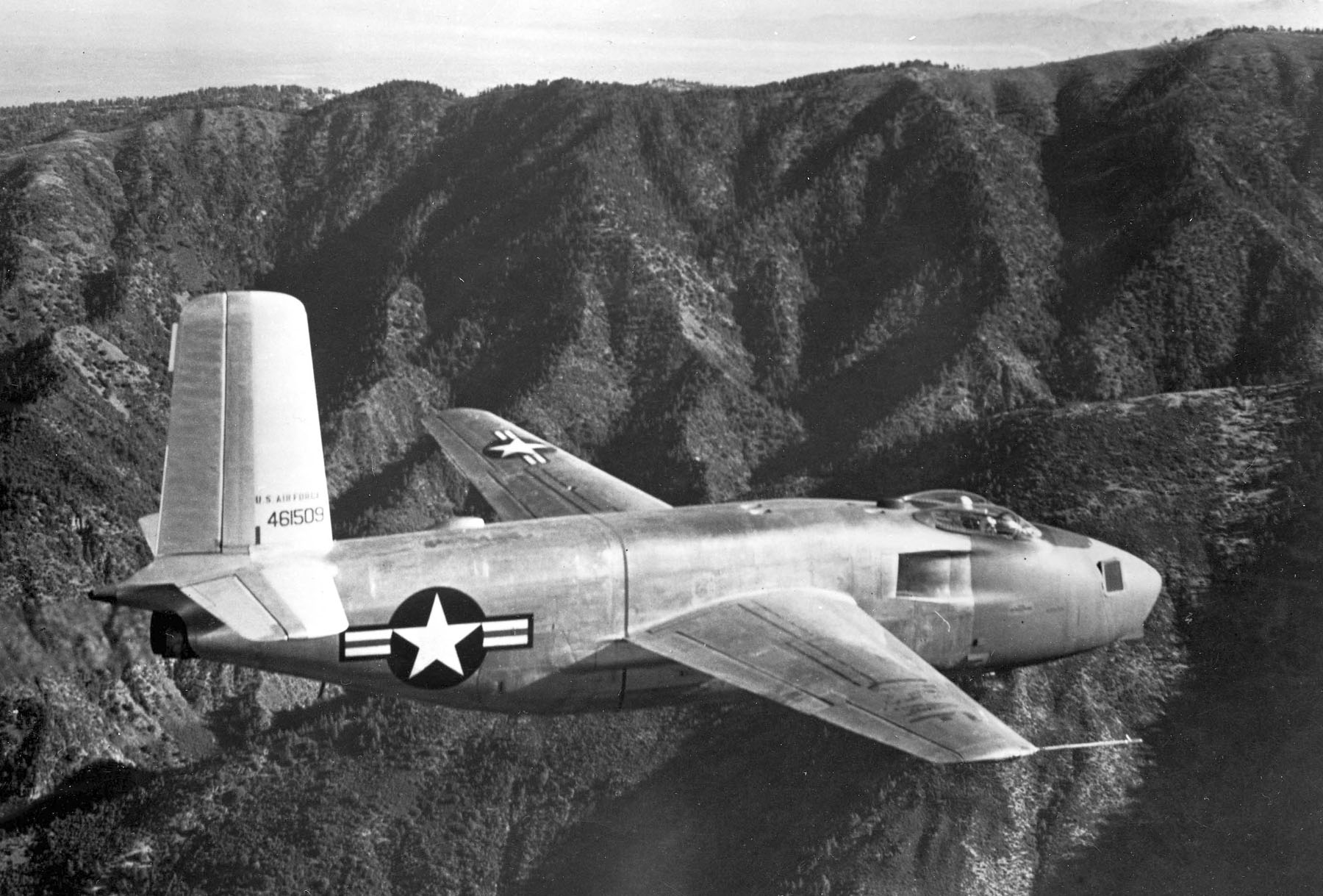
Der zweite Prototyp YB-43
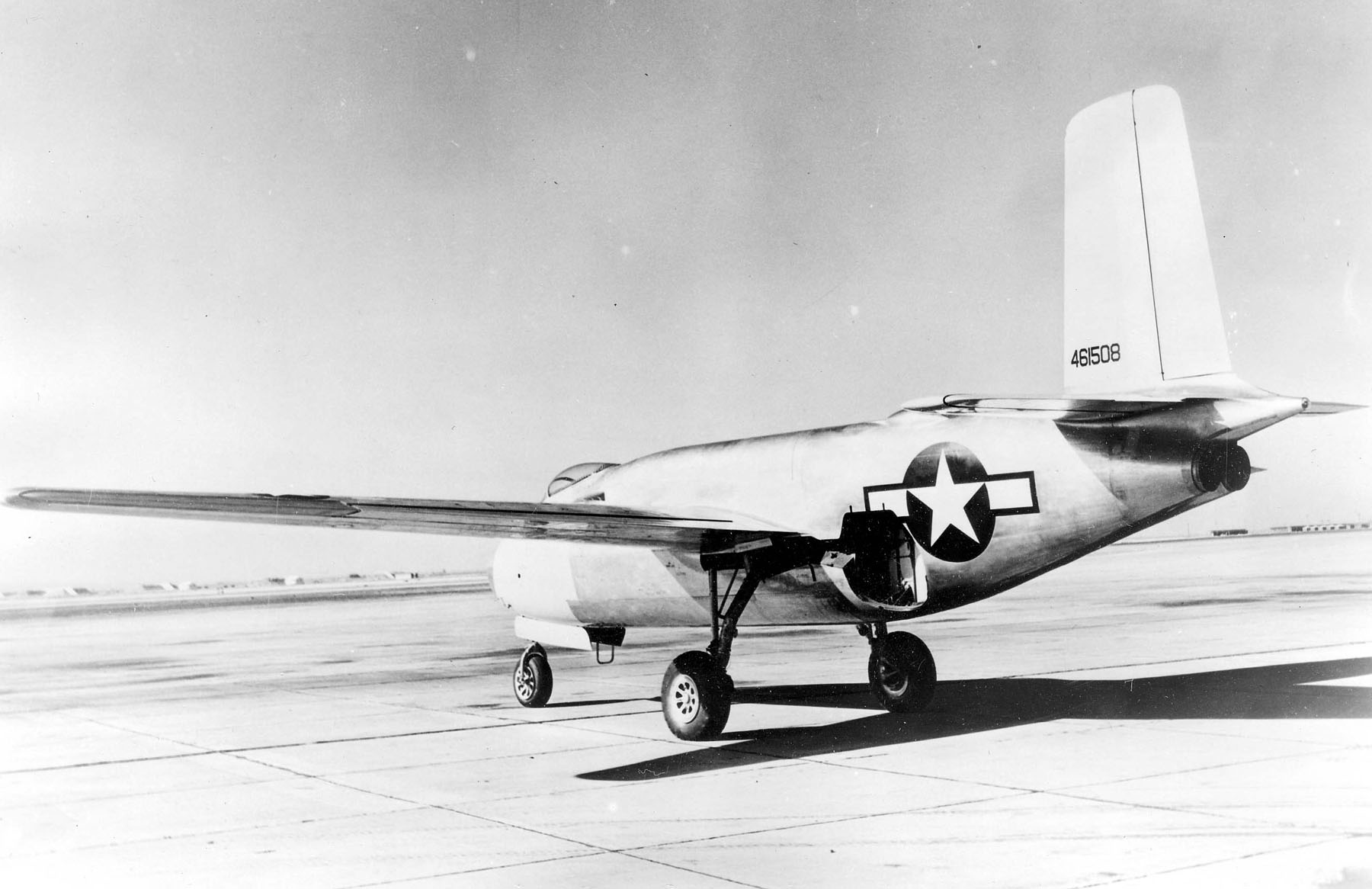
Heck und Triebwerksauslässe
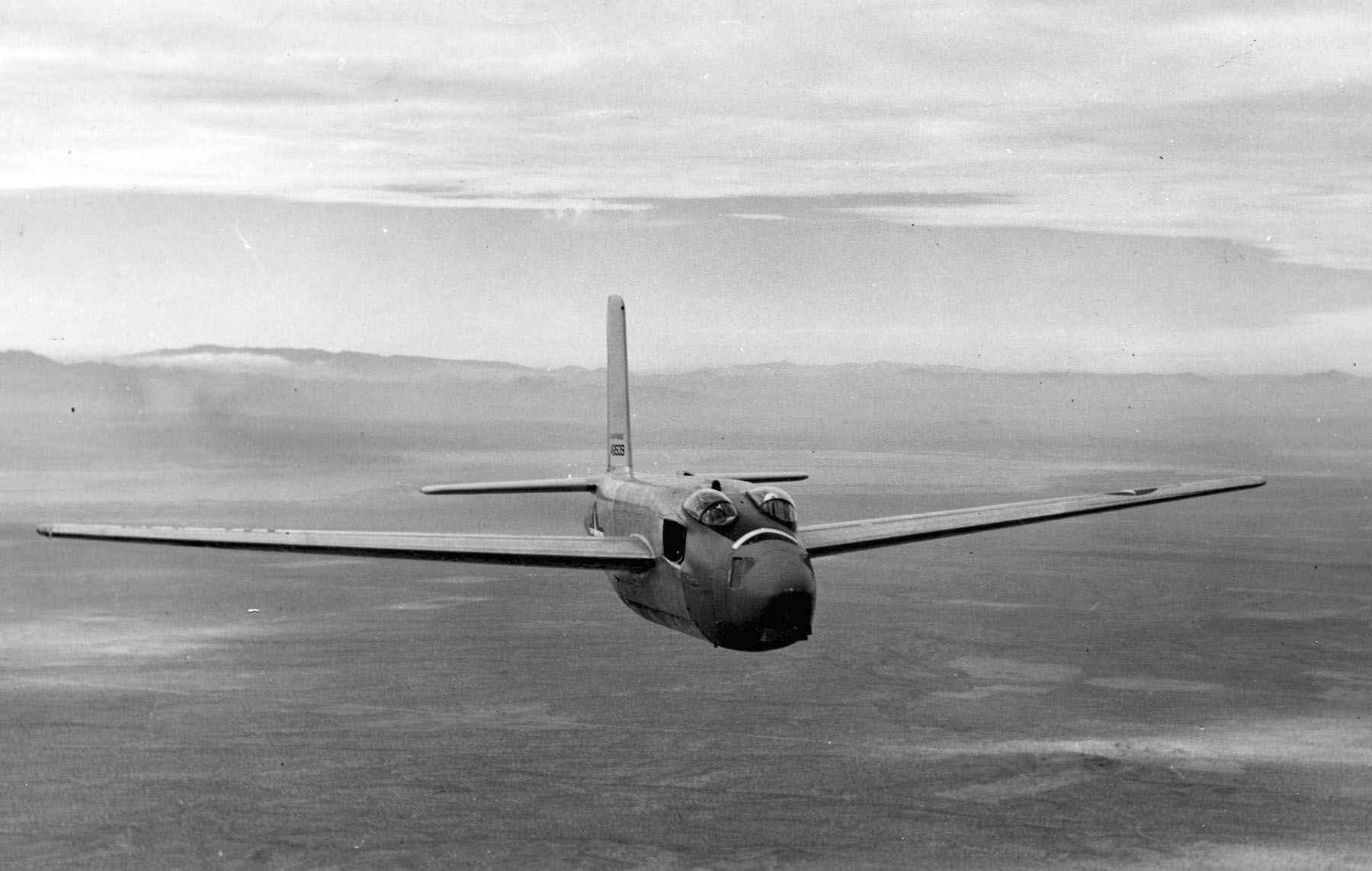
Douglas YB-43 im Flug